# Bundeswertpapiere
Bundeswertpapiere sind die Wertpapiere des Bundes und seiner Sondervermögen, auch als öffentliche Anleihen oder Staatsanleihen des Bundes bezeichnet.

## Allgemeines
Sie dienen zur Finanzierung von Defiziten im Bundeshaushalt oder spezifischen Projekten im Rahmen von Sondervermögen und werden durch die Bundesrepublik Deutschland – Finanzagentur GmbH verwaltet. Die Finanzagentur erbringt als Schuldenmanager mit technischer Unterstützung der Deutschen Bundesbank sämtliche Dienstleistungen rund um die Emission der Bundeswertpapiere.

## Arten von Bundeswertpapieren
Die Bundesrepublik emittiert durch die Finanzagentur folgende Wertpapiere:
- Bundesanleihen (Bunds) mit 7, 10, 15 oder 30 Jahren Laufzeit
- Bundesobligationen (Bobls) mit 5 Jahren Laufzeit
- Bundesschatzanweisungen (Schätze) mit 2 Jahren Laufzeit
- Unverzinsliche Schatzanweisungen (Bubills) mit 12 Monaten Laufzeit
- inflationsindexierte Bundeswertpapiere (ILB)
  - inflationsindexierte Obligationen des Bundes mit 5 Jahren Laufzeit
  - inflationsindexierte Anleihen des Bundes mit 10, 15 oder 30 Jahren Laufzeit[4][5]
- Grüne Bundeswertpapiere (Green Bonds)[6]

Die Emission der folgenden (Privatanleger-)Papiere wurde zum 31. Dezember 2012 eingestellt:
- Bundesschatzbriefe (Anleihen mit steigendem Staffelzins)
  - Typ A (Laufzeit 6 Jahre – Zinsen wurden jährlich nachträglich gezahlt)
  - Typ B (Laufzeit 7 Jahre – Zinsen wurden gesammelt (Zinseszinseffekt) und am Ende der Laufzeit ausgezahlt)
- Finanzierungsschätze mit 1 oder 2 Jahren Laufzeit
- Tagesanleihe (unbefristete Laufzeit, ähnlich einem Tagesgeldkonto in Form einer thesaurierenden Bundesanleihe)

2019 wurden mit dem Bundesschatzbrief und der Tagesanleihe die beiden letzten noch verbliebenen Privatanlegerpapiere getilgt.
Die erste Grüne Bundesanleihe kam am 2. September 2020 auf den Primärmarkt, einer zweckgebundenen Anleihe für Projekte im Verkehr, internationaler Zusammenarbeit, Forschung, Innovation und Information, Energie, Industrie sowie aus der Land- und Forstwirtschaft. Trotz einer Negativrendite wurde die mit einem Handelsvolumen von 6,5 Mrd. Euro aufgelegte Anleihe fünffach überzeichnet.
Die Emission von inflationsindexierten Bundeswertpapieren wurde zum Jahresende 2023 eingestellt.

## Laufzeit

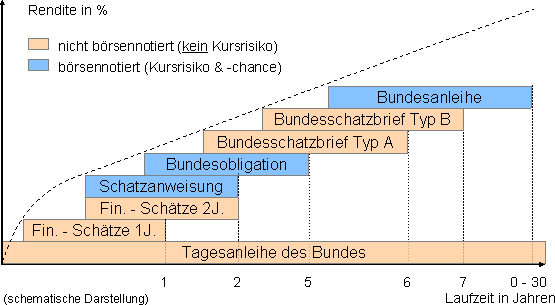
Tendenzielle Auswirkungen der Laufzeit auf die Rendite

Die Laufzeit der Bundeswertpapiere variiert von kurzfristig (Unverzinsliche Schatzanweisung oder Bundesschatzanweisung) bis hin zu langfristig (Bundesanleihen). Da stetig neue Bundeswertpapiere emittiert werden und die Laufzeiten früher begebener Papiere kontinuierlich abnehmen, können permanent etwa 80 verschiedene Bundeswertpapiere mit Laufzeiten von wenigen Monaten bis hin zu 30 Jahren gehandelt werden.

## Emissionsverfahren
Unterschieden werden Bundeswertpapiere zudem nach ihrem Emissionsverfahren in Einmalemissionen und Daueremissionen. Bis zur Einstellung des Geschäfts mit Privatanlegern zum Jahresende 2012 wurden Bundesschatzbriefe, Finanzierungsschätze sowie die Tagesanleihe als Daueremissionen begeben. Sie konnten permanent von Anlegern erworben werden, die durch ihre Nachfrage den Umfang bzw. das Volumen einer Emission bestimmten.
Die noch heute erwerbbaren Bundeswertpapiere werden allesamt als Einmalemissionen begeben. Bundesanleihen, Bundesobligationen, Bundesschatzanweisungen, Unverzinsliche Schatzanweisungen des Bundes sowie Grüne Bundeswertpapiere werden nur zu bestimmten Zeitpunkten zum Erwerb angeboten. Das anvisierte Emissionsvolumen legt der Emittent vorab fest. Die Emission erfolgt im Rahmen einer Auktion, an der sich registrierte Banken der „Bietergruppe Bundesemissionen“ beteiligen können. Diese verkaufen den Großteil der Anleihen dann an andere Investoren weiter.  Seit dem Beginn eines erhöhten Kreditbedarfs und damit Emissionsvolumens des Bundes zur Bewältigung der COVID-19-Pandemie 2020, werden pro Jahr mehrere Emissionen im Bankensyndikat durchgeführt. In der Vergangenheit wurde dieses Emissionsverfahren meist zur Begebung neuer Bundeswertpapiere gewählt, wie bspw. 2015 für die erste Emission einer 30-jährigen inflationsindexierten Bundesanleihe.

## Börsenhandel
Bis auf die Unverzinslichen Schatzanweisungen werden alle Bundeswertpapiere an den deutschen Wertpapierbörsen und auf elektronischen Handelsplattformen gehandelt. Privatanleger können sie börsentäglich über ihre Bank kaufen oder verkaufen. Marktpflege für Bundeswertpapiere an den deutschen Wertpapierbörsen betreibt die Deutsche Bundesbank als Market Maker, indem sie gewährleistet, dass zu fairen Kursen gehandelt wird. Auch die Finanzagentur beteiligt sich am Handel mit Bundeswertpapieren, indem sie die Bundesbank sowie professionelle Investoren auf elektronischen Handelsplattformen und im OTC (over the counter) Handel mit Bundeswertpapieren unterstützt. Außerdem erhält sie so einen guten Einblick in das Marktgeschehen.
Technisch werden Bundeswertpapiere durch Eintragung in das Bundesschuldbuch als Wertrechte handelbar, wobei der Anleger gemäß § 6 Abs. 1 DepG einen Miteigentumsanteil am Wertpapiersammelbestand im Schuldbuch erhält.

## Sicherheit
Die Bundesrepublik Deutschland gilt als einer der sichersten Schuldner der Welt. Die Besicherung der vom Bund herausgegebenen Wertpapiere erfolgt über das deutsche Steueraufkommen. Deutschland wird von den internationalen Ratingagenturen mit der Bewertung AAA regelmäßig die höchstmögliche Kreditwürdigkeit zugesprochen. Darüber hinaus sind Anlagen in Bundeswertpapiere mündelsicher im Sinne des § 1807 BGB.
Allerdings unterliegen die Bundeswertpapiere einem Zinsänderungsrisiko, am meisten diejenigen mit langer Laufzeit.

## Verwendung der Kredite
Neben dem Bundeshaushalt kommen die über Bundeswertpapiere aufgenommenen Kredite anteilig folgenden Sondervermögen des Bundes des Bundes zugute:
- Finanzmarktstabilisierungsfonds (besitzt eigene Kreditermächtigung)
- Investitions- und Tilgungsfonds (besitzt eigene Kreditermächtigung)
- Wirtschaftsstabilisierungsfonds (besitzt eigene Kreditermächtigung)[16]
- Restrukturierungsfonds für Kreditinstitute (besitzt eigene Kreditermächtigung)
- Vorsorge für Schlusszahlungen für inflationsindexierte Bundeswertpapiere
- Klima- und Transformationsfonds
- Aufbauhilfefonds 2021
- Kommunalinvestitionsförderungsfonds
- Sondervermögen Kinderbetreuungsausbau
- Sondervermögen Ausbau ganztägiger Bildungs- und Betreuungsangebote für Kinder im Grundschulalter
- Digitale Infrastruktur
- Sondervermögen Bundeswehr

Am 4. Juli 2024 betrug das Gesamtvolumen der ausstehenden Bundeswertpapiere 1.850,0 Mrd. Euro. Da der Bund über die Finanzagentur einen eigenen Bestand an Bundeswertpapieren hält (deren Rückzahlung er sich selbst schuldet), entspricht dieser Betrag nicht den Schulden des Bundes, die sich Ende Mai 2024 auf 1.640 Mrd. Euro beliefen.